# Саис

Саис (на старогръцки: Σαίς) е древен град в западната делта на Нил, център на 5-и ном в Долен Египет. Днес името на селището на мястото му е Са Ел-Хагар.

## История
Саис като селище предположително е съществувал още от около 4000 г. пр.н.е., т.е. и при първите династии на фараони упоменати в текстовете на пирамидите. Бил е важен религиозен център. Древният град е имал известна роля при фараона Хор Аха, но истинската си значимост придобива в по-късна епоха, когато Тефнахт I, родом от Саис, основал
двадесет и четвъртата династия. Също така, по времето на третия преходен период, постепенно се превръща и в стопански център, за да стане столица на страната по времето на т.нар. саиски период с обожествяването на Нейт. В Саис се тъкало и платното от лен за нуждите на култа и мумиите.
Саис е най-известен с храма на Нейт, а жреците му се славели повсеместно със знанията си, поради и което Саис се превърнал в своеобразен център на първите антични наченки на науки и изкуства. В Саис идвали да беседват почти всички древногръцки философи, сред които Солон, Платон и Херодот.
Градът процъфтява още по времето на третия преходен период, когато властващите по времето на додекархията се стремели към политическо обединение на Египет, опирайки се на Асирия против кушитите. По времето на Псамтик I Саис става столица на Египет, като до времето на ахеменидското завладяване на Египет е неизменно и религиозен, и административен, и стопански център. Дори Камбиз II е посветен в тайните на богинята Нейт, посредством нейните мистерии.
При управлението на Птолемеите в Саис традиционно се събирали всички египетски жреци, подобно на по-сетнешните християнски църковни събори.
Докога Саис е просъществувал като важен градски център не е ясно, но вероятно по времето на елинизма значението му постепенно запада, а Макризи го споменава като селище през XV век. През новата ера, в Саис резидира монофизитски епископ.
В ново време, на развалините от древен Саис първи обръща внимание Карстен Нибур в годините (1762—67), а по времето на египетската експедиция те са изследвани от Шамполион и Лепсиус.
В Саис са се запазили останките от свещеното езеро в което по Херодот, са се извършвали нощните празненства в чест на Озирис, както и огромна стена с дължина 790 стъпки и ширина – 20, както и могила покриваща като мистично наметало мястото на двореца и храма.